# カードキャプターさくらの登場人物
カードキャプターさくらの登場人物（カードキャプターさくらのとうじょうじんぶつ）では、漫画・アニメ『カードキャプターさくら』に登場するキャラクターを紹介する。

## 主要人物

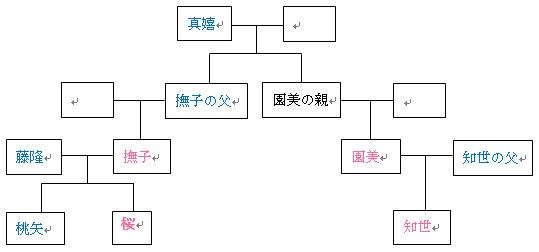
カードキャプターさくら 主人公の家系図

木之本桜（きのもと さくら）
声 - 丹下桜
本作の主人公。通称・さくら。私立友枝小学校に通う小学4年生。4月1日生まれ（誕生花はソメイヨシノ）。A型。好きな花は桜。好きな色はピンクと白。「はにゃーん」「ほえ〜」（時々「はう〜」）などが口癖。チアリーディング部所属。父親の書庫にあったクロウカードの本の中で眠っていた「封印の獣」ケルベロスにカードキャプターにさせられた（原作とアニメではこの辺の経緯が多少異なる）。最初はカードの収集にあまり乗り気ではなかったが、カードを集めていくうちにケルベロスやカードたちと仲良くなり、カード収集を自ら進んで行う。
明るく素直で優しく、非常に友達思いの性格。そして少々天然かつ、やや泣き虫。茶髪のショートヘアーに髪飾りをつけている（アニメでは一貫して同じ結び方であるが、原作では編み込みを入れたりとバリエーションが豊富）。ひた向きな頑張り屋で「絶対だいじょうぶだよ」が無敵の呪文。3歳の時に母親を亡くし、父と兄の3人暮らし。家ではハムスターのスリッパを履いている（クリアカード編では普通のスリッパになっている）。大抵の家事はこなせるが、裁縫（特に編み物）は少し苦手。得意料理はホットケーキ。オムライス、エビフライや麺類が好きでこんにゃくが嫌い。風邪をひいた時には撫子や桃矢が作る「あったかはちみつみるく」を飲む。小狼が風邪を引いた時にも作ってあげた。スポーツは全般的に得意で、特技はバトン。クロウカード編・さくらカード編では通学や外出の際ローラーブレードを着用することが多い。また、寝坊して遅刻しそうになることが多い。人を疑うことを知らず、山崎のホラ話にいつも騙されている。桃矢から揶揄われていることから「怪獣」がNGワードになっている。
幼い頃に桃矢からたびたび幽霊の話を聞かされていたため、正体が分からないものを極端に怖がる（ただし、クロウカードだと分かれば恐怖心は無くなる）。そのため、兄の桃矢は母・撫子の死後もその姿を認知できるのだが、彼女は撫子を認知できていない。撫子を亡くしたトラウマを引きずっている節がある。知世とは小学3年生の時からの同級生で又従姉妹同士の関係。非常に仲が良い。しかし父の藤隆と知世の母の園美が小学校の運動会で再会するまでは、木之本家と大道寺家が親類であることは知らなかった。
恋愛には少々鈍感。小狼に対して当初はクロウカードを持っていたことに納得されていなかったこともあって苦手意識を持っていたが、徐々に親しくなっていき名前で呼び合う仲になる。その後は彼からの告白を受けて彼への恋心を自覚し、最終的には両想いになる。雪兎に対する好意は雪兎が藤隆に似ているからによる家族愛や憧れによる敬愛心である。小狼と両想いになって以降は雪兎を本当の家族のように慕っている。
クロウカード編では、クロウが宿していた闇の力を持つ封印の杖を使用していたが、最後の審判で月（ユエ）との戦いの時に歌帆の手助けもあり、自身の属性である星の力を宿した星の杖に変化した。そして星の杖で最初に使ったカードはクロウカードの「風（ウィンディ）」である。クロウカードをさくらカードに変え始めた当初は魔力が足りずに眠くなっていたがカードを全て変え終えた時にはクロウを越える強い魔力を手に入れた。
クリアカード編では友枝中学校の1年2組に在籍している。初登校の日の夜にローブで全身を隠した人物が現れて周りに浮いている透明なカードが砕けるという不思議な夢を見る。目が覚めて本を開けるとさくらカードは全て透明になっており、何の魔力も感じなくなっていた。その後、再びローブの人物が夢の中に現れて新たな鍵を手にする。そして再び不思議な出来事が友枝町で起こるようになり、夢の中の鍵は夢の杖となる。なお、クロウカード編と違い、上記の独特な台詞のうち「はにゃーん」はあまり言わなくなっており、初めて口にしたのは第3巻である（本人曰く「中学生になったため恥ずかしいから」）。中学校に進学してからは髪飾りをつけていない、ローラーブレードで登校しないといった変化がみられる。クリアカード編からスマートフォンを所持しており、関係者への連絡は主にこれを使用して前作のような1階の電話は使用しない。
『ツバサ-RESERVoir CHRoNiCLE-』第27巻に中学生として登場し、『小狼』の母親に星の杖を渡している。この時点では、星の杖が無くてもカードの主を続けることはできる模様。
名前は、元気読本（アンソロジー、出版：ふゅーじょんぷろだくと）第5巻において大川七瀬の執筆した小説の主人公で漫画家の木之本咲良（さくら）に由来している。
 ケルベロス
声 - 久川綾（仮の姿） / 小野坂昌也（真の姿）
クロウによって創られたクロウカードの守護者のうちの1人で「封印の獣」であり「選定者」。さくらと知世からはケロちゃんと呼ばれている。好きな花はヒマワリ。好きな色は赤とオレンジ。さくらの魔力を認めてカードキャプターに選んだ。普段はテディベアにライオンの尻尾が付いたぬいぐるみのような小さい姿。真の姿は黄色がかった翼の生えたライオンを思わせる獣。本の表紙には真の姿で描かれている。口から炎を吐くこともある。クロウカードの入っていた本が長い間、大阪にあった影響で大阪弁でしゃべり、一人称は「わい」（真の姿になっても性格は変わらず言葉も大阪弁）。性格は非常に陽気でナルシスト。博識な一面もある。シンボルが太陽であるため、食事を摂ることで自力で魔力補給ができる。お菓子とたこ焼きとモダン焼きが大好物で、食いしん坊であり、食べ物に関する恨みは大きくアニメ38話ではイチゴタルトを忘れたさくらに激怒した。「人生楽しまんとな」が信条。賑やかで楽しいことが好き。悲しくて淋しいことが嫌い。クロウカードに絡む事件がない時は、さくらの部屋でよくテレビゲームに没頭している。就寝時はさくらのベッドで寝ている（アニメ版ではさくらの勉強机の一番下にある大きな引き出しの中。クリアカード編では原作同様にさくらのベッドで眠る）。たまにさくらと喧嘩する時もあるが、普段の仲はかなりいい。知世とも仲が良く、お菓子を食べさせてもらったり、撮影してもらえると上機嫌になる。
ギリシア神話のCerberusとは、甘い物の好きな番犬という性質以外は共通点がほとんどない。番犬でありながらクロウカードの封印が解かれるまでおよそ30年間、居眠りをしていた。同じくクロウの創り出したモコナ=モドキたちと面識がある。アニメ版『ツバサクロニクル』第2期の第18話ではパラレルワールドであるケルベ国のケルベロスとして登場。声優もそのままである。
担当声優2人は共に大阪府出身。インパクトのあるキャラクターであり、『アベノ橋魔法☆商店街』には「同じマッドハウスつながりということで」パロディキャラクターであるヘニャ助が登場している。
 大道寺知世（だいどうじ ともよ）
声 - 岩男潤子
さくらの同級生で一番の親友ではとこでもある（母の園美とさくらの母の撫子が父方（天宮家）の従姉妹同士）9月3日生まれ。A型。好きな花は木蓮と桜。好きな色はベージュと白。好きな科目は音楽と国語。苦手なものは水泳。資産家の一人娘でボディガードが何人もいる。コーラス部所属で発表会などではソロで歌うこともあるほど歌が得意であり、様々なコンクールで優勝を経験している。趣味は料理＆裁縫＆ビデオ撮影（カメラにも詳しい）。特に裁縫に関しては、趣味の域を超えた腕前であり、クロウカード捕獲時には、さくらに色々なバトルコスチュームを作り、着せていた（本人曰く「特別なことをするときは、特別な服を着なくてはいけませんわ」）。学芸会の演劇の衣装も、彼女の手作りである。母親が撫子に似せるために伸ばした長い黒髪と色白の肌が特徴。「〜ですわ」などのお嬢様口調で話す。おっとりした性格だが思慮深く、歳に見合わぬ落ち着いた一面も見せる。
さくらが大好きで自分の作った服を彼女に着てもらい、撮影した映像を観ることを至上の喜びとしている。自室には映像編集機材やシアタールームが設置されている。さくらのバトルコスチュームを手作りしたり、「さくらの勇姿は1秒たりとも逃さない」という信条からビデオカメラ（正確にはカムコーダ）を片手に彼女を応援しており、作中で何度か撮影し損ねた際は非常に悔しがっていた。クリアカード編ではケルベロスの頭部に装着する小型カメラを用意し、それで撮影した映像をノートパソコンに保存したり、ドローン型カメラを用意してさくらを追尾しながら撮影したりと、遠距離でも撮影を行っている。封印解除の際の決めポーズも封印の杖と星の杖の両パターン考えてはさくらにやらせている。さくらが夢の杖を手に入れた後も決めポーズの新パターンを考えた。
クロウカードやクロウ・リードの気配の発覚場に居合わせた際に、トラブルに巻き込まれても、さくらを信頼し全く気にしていない。
さくらと友達になるきっかけになった消しゴムを大切に持っている。
魔力は全く無いが、人の心理を読み取る洞察力が非常に鋭く、小狼の恋心にもいち早く気付いている。さくらや桃矢とは母方の再従姉妹同士。原作の序盤で桃矢に対し好意を持っているような描写があるが、これはさくらと似ている部分へのときめきである。よって桃矢自体に好意がある訳ではない。ゲームソフト『カードキャプターさくら 知世のビデオ大作戦』にてスピンオフを果たす。人を包み込んだり励ましたりする保護者のような側面もある。
 李小狼（リ・シャオラン）
声 - くまいもとこ
クロウカードを集めるために香港から転校してきたさくらの同級生。原作・アニメ共に8話から登場。クロウ・リードの遠戚に当たる李家出身で、強い魔力を持つ。7月13日生まれ。O型。好きな花は牡丹。好きな色は緑。運動神経抜群で、特に武術に秀でている反面、国語は苦手（本人曰く、中国と日本では漢字の使い方が違うため）。香港に母親と4人の姉がいる（劇場版第1作目に登場）。クロウカードが世に解き放たれたことを知り、カードを回収するべく香港から友枝小学校に転入してきた。カードを集める時には胸に太極図が描かれた緑を基調とした式服を身に纏う（劇場版第2作目ではさくらとペアルックのバトルコスチュームを着用、クリアカード編では知世が式服をアレンジしてデザインしたバトルコスチュームを着用している）。自分にも他人にも厳しく、無口でクールな反面、根は極度の照れ屋。自分の心に誠実だが、非常にプライドが高く少々嫉妬深い。使命とするクロウカード回収に強引に割り込んだため、当初はさくらを敵視していた。当初はさくらのことを「お前」、「あいつ」と呼んでいたが、後に「さくら」と呼ぶようになる。さくら、苺鈴以外の同級生は名字で呼んでいる。アニメでは数枚クロウカードを手に入れていたが、月による最後の審判で「時」が月の配下のカードと知らずに使ってしまい敗北して全部没収され、月に勝利し正式な主と認められたさくらの所有になった。
さくらがクロウカードの新しい主となった後も日本に留まり、共にクロウの気配を追う。クロウカードがさくらの持ち物になった後は元々所持していた剣・護符を使用して様々な術「火神招来（かしんしょうらい）」・「水龍招来（すいりゅうしょうらい）」・「雷帝招来（らいていしょうらい）」・「風華招来（ふうかしょうらい）」や結界などを使う。また、東洋系の追跡術や、水面や氷の上に立つといった魔法「浮歩」も使える。羅針盤に関しては人を探したりクロウカードの気配を突き止めることができる模様。クロウの気配を追いながら魔法を使っていたため小狼自身の魔力も強くなり、さくらの「迷」の魔法を破れるほどになっていた。そのため、エリオルが友枝町を眠りにつかせた時もふらつきながらも意識を失わず、さくらが「光」と「闇」のカードをさくらカードに変えるのを手伝った（原作では途中で意識を失うが、アニメでは最後まで意識を失わなかった）。さほど披露する機会は多くはないが中国拳法を習得している他、身体能力も高い。
かつては雪兎に好意を持っていたが、実は本心ではなく彼から発せられる月の魔力に惹かれる影響である（小狼が持つ力が月の力に近いため。そのため太陽の力を持つケルベロスとは不仲）。歌帆に対して警戒心を抱いていたのはクロウとは違う月の魔力を持っていたうえ、月がさくらに負ける原因を持っていたためである。さくらに対しては最初は敵意を抱いており、彼女と度々張り合っていたが徐々に親しくなり、クロウカードを手に入れることよりもカードを封印するさくらのサポートをすることに徹するようになる。その後、さくらと名前で呼び合う仲になり、彼女の優しさやふんわりした所から次第に好意を抱いていくも最初はその感情が理解できず混乱していたが雪兎、月の助言や、知世、エリオルの後押しの元、彼女への恋心を自覚し苺鈴との婚約を解消した（アニメ60話）。何度かさくらに告白しようとしたが邪魔が入るなどしてたびたび失敗しており、そのたびに知世に相談していた。さくらが雪兎に失恋したことを知り、自分の思いを告げることを思い留まろうとしたが、知世に諭され再び告白することを決意する。最終的には彼女に告白し両想いになるが「香港でやらなきゃいけないこと」をするために一旦帰国。数年後に手続きを終えて再び来日し、中学生になったさくらと再会を果たす。その後はさくらと同じ友枝中学校に通う（クラスは1年3組）。
クリアカード編では原作同様に一人暮らしをしている。部活動はしていない。
李家の次期当主であり、母・夜蘭（イェラン）に次ぐ魔力の持ち主だが親族の反対を押し切り現当主（＝母）の許可を得た上で日本に戻ってきたことが明かされている。香港ではかなり無茶な修行をしていたらしいが本人は今のままでは「力が足りない」と感じており、自分の未熟さを痛感している。元々、所持していた剣は両手をこすり合わせることで体内から出し入れすることができる。また、剣を取り出す際と魔法を使う際には足元に羅針盤と同じ模様が魔法陣として現れる。
さくらが新たなカードを無意識に創り出していることに関してエリオルと秘かに連絡を取り合っていたが海渡に魔法で通信を妨害される。当初は秋穂を怪しんでいたが執事である海渡が魔力を持っていることを看破して以降は彼を警戒している。原作ではさくらの魔力増大を軽減するため、彼女に渡したくまのぬいぐるみを介して同意を得た上でさくらカードたちを自らのもとに集めて使えるようにしていた。さくらの夢に何度も出てきたローブを纏った人物は小狼の姿をしていたが、正体は別人である（アニメ版ではローブを纏った人物の正体は秋穂である）。
桃矢には「ガキ」、ケルベロスには「小僧」と呼ばれ、仲は良くない。クロウカード/さくらカード編では桃矢と会うたび火花を散らしていたが、クリアカード編ではさくらと水族館に行った際にバイト中の桃矢と出くわして自身の彼に対する態度を省みており、態度を改めている模様（きちんと挨拶できなかったことを気にしていた）。
山崎のホラ話にいつも騙されている。
チョコレートと点心が好きで、さくら同様こんにゃくが嫌い。考古学に興味があるらしい。
 李苺鈴（リ・メイリン）
声 - ゆかな（旧名：野上ゆかな）
アニメ版オリジナルキャラクター。さくらの同級生で小狼の従妹。3月25日生まれ。B型。好きな花は蓮。好きな色は赤。長い髪を2つのお団子にし、その毛先を垂らしている。最初の頃はさくらを小狼が好きな相手と思い込み彼女に敵意を持っていたが、すぐに仲良くなった。気が強いが、根は優しく少々おっちょこちょいな性格。一般料理は得意で、お弁当を小狼の分まで作ったりするが、お菓子作りは苦手な様子（必要以上に泡立てる、待つのが苦手でオーブンの温度を上げるなど）。クロウの血縁である李家出身でありながら魔力を全く持っていないが、中国拳法の達人。クロウカード集めの時には赤を基調とした式服を身に纏う。さくらを「木之本さん」（※クリアカード編16話終盤から「さくら」と呼び捨てするようになった）、知世を「大道寺さん」と呼んでいる。
小狼に好意を持っていて、（小狼に好きな人ができるまで）小狼の婚約者ということだったが、小狼がさくらに好意を持ったことを知ったため婚約を解消し、知世の膝の上で悔し涙を流し、号泣した（アニメ第60話）。その後はさくらと小狼の恋がうまくいくように計らっており、恋愛に奥手で不器用な小狼を注意している。ケルベロスからは「小娘」と呼ばれるが、自身はケルベロスを「ぬいぐるみ」あるいは「お風呂のスポンジ」と呼び、比較的ドライに接する。歌が知世並に上手いと自称しているが詳細は不明（本人曰く日本の歌は歌ったことがないため）。
アニメ版のクリアカード編にも登場して日本に来た際にはさくらの家に泊まっている。さくらと小狼が恋仲になった後も双方にアドバイスをしたりなど良き恋愛アドバイザー的ポジションとなっている。
 詩之本秋穂（しのもと あきほ）
声 - 鈴木みのり
クリアカード編から登場する、さくらのクラスの転校生。O型。9月18日生まれ。読書好きな少女で、日本に来る前は香港、フランス、ドイツ、イタリア、イギリスと各国を渡り、様々な国の本を収集している。日本に来た理由は本人曰くどうしても欲しい本があったため。現在、住んでいる一軒家はかつてエリオルが住んでいた家である。家の書斎には彼女の一族が収集した本が保管されている。さくらと同様にこんにゃくが苦手でさくらとこのことで意気投合した。他にも身長や体格などさくらと似る部分が多々ある。歌が上手で知世らの勧めでコーラス部に入った。同級生にも敬語で話す（本人曰く「勉強したのがこれだった」ため）。山崎のホラ話を信じている。海渡に対して好意を抱いており、度々赤面する場面がある。
その正体はイギリスの魔法協会と彼女の一族の手によって『禁忌の魔法具』となった人間。強力な魔力を持つ一族の生まれながら秋穂自身は魔力を全く持たず魔術を使えなかったために一族から失望され、予知の力を持った両親が自身の「死」を予知できなかったことや、周りに自分と同世代の子どもがいなかったこともあり、辛い幼少期を過ごしてきた（俗に言うネグレクトである）。そんな彼女に「白紙の魔術書」を埋め込み、あらゆる魔術の本を読ませることでその内容をその身に刻んだ魔法具となる術を施された、言わば生きた魔術書である。世界中を旅しているのは、各国の魔術の本を全て自分たちのもとに集めるより効率がいいと判断した魔法協会と一族の思惑によるもの。
アニメ版ではさくらの夢に出てくるローブを纏った人物の正体である（原作では別人）。眠ったまま魔法（行動を制限する障壁、ガラス玉を飛ばす、火炎を放射する、大量の火球を飛ばすなど）を使用している。
 木之本桃矢（きのもと とうや）
声 - 関智一
さくらより7歳上の兄。私立星條高校2年生。2月29日生まれ。O型。好きな花は桃。好きな色は青色。ステーキが好きでがんもどきが嫌い。雪兎と共に成績優秀でスポーツ万能、学校では超人気者である。高校時代はサッカー部に所属していた。空手初段。数多くのアルバイトをハシゴしており、知らずに訪れたさくらと顔を合わせることも。家事全般をこなせる。得意料理は焼きそばとオムライス。家ではネコのスリッパを履いている。ぶっきらぼうで普段はさくらをたびたび「怪獣」呼ばわりするなど憎まれ口を叩いているが、本心では妹を大切に想っている。劇場版第1作目ではさくらを叱ったことも。母・撫子の姿を見たり母の話をすると穏やかになる。ケルベロスに認められ、月とエリオルには「（魔力補充の）適任者」と言われるほどの強力な魔力を持つ。ケルベロスによればさくらの力と桃矢の力は異なる種類のものらしい。霊感も持ち、他人に見えないもの（主に霊）が見える。また勘も鋭く、ケルベロスの存在、雪兎、奈久留、ミラーの正体を見破っているほか、さくらがカードキャプターであることにも気付いているが邪魔にならないようクロウカードによる事象には手を出さないようにしていた。雪兎が一番に好きでずっと傍にいたいと願っている。その反面奈久留のことはミーハーな性格から鬱陶しがっている模様。原作ではバイクも所持しているが、通学の際は基本的に自転車を使っている。
小狼とは顔を合わせるたびによく互いに火花を散らし合っているが、初対面時に彼がさくらに暴行したことや純粋な性格の相性のみならず「自分がずっと大事にしていたもの（＝さくら）をかっさらっていく」ことがずっと前から分かっていたことによる嫉妬心もあった。一方で原作最終話でさくらが小狼に気持ちを伝える際にバス停までバイクで送ったり、小狼が風邪をひいた時にさくらに作ったご飯を持たせてお見舞いに行かせたり(イラスト集より)など不本意ながらもさくらの気持ちを思い協力している。
さくらカード編の途中では雪兎（月）の存在が消えかけていることにいち早く気付き、雪兎に告げようとしていたが、奈久留の妨害を受け失敗に終わっていた。最終的に雪兎に「おれはおまえが人間じゃないって知ってる。だから隠さなくていいんだ」と、正体を知っていることを明かして月と対面し、今後も雪兎が消えないように「さくらと自分（＝雪兎）の身を守ること」という約束と共に月に魔力を全て渡した。それ以降、霊的な感覚は失われてそれまでは簡単に察知できた気配も察知できなくなった。ケルベロスによれば、もう二度と魔力は戻らないとのこと。しばらくは後遺症の睡魔でぼーっとしていたがすぐに以前と変わらぬ表情をしている。
『こばと。』(単行本第3巻およびアニメ第22話)にも登場しており、藤本清和と面識がある。
クリアカード編ではさくらを見舞う新たな事態の詳細はわからずとも「何かが起こっている」と察しており、雪兎に「魔力を失った自分にも何かできることがある」と新しい力が開花したらしいことを呟いている（アニメ版ではその後、自身の魔力が徐々に戻ってきていると月に指摘され、そのこともなんとなくわかっていた様子である）。
 月城雪兎（つきしろ ゆきと）
声 - 緒方恵美
桃矢の同級生で親友。12月25日生まれ。AB型。好きな花は雪割草。好きな色は白。秀才で運動神経も抜群だが、どの運動部にも属さない（ただし、各運動部から助っ人としてよく頼られている）。容姿は細身かつ色白で、眼鏡を掛けている。おっとりとした優しい性格で、柔らかい笑顔を常に欠かさない。また、かなりの天然な一面もある。桃矢からは「ゆき」、ケルベロスからは「ゆきうさぎ」と呼ばれている。桃矢と同じく学校では人気者であり、さくらと小狼からも好意を寄せられていた。雪兎自身の一番好きな人は桃矢。サッカー部の助っ人の時には桃矢とのコンビネーションは絶妙。細身の外見に似合わずかなり大食い（嫌いな食べ物はない）で、少ないときでも桃矢の3倍は食べるらしい。
実は月（ユエ＝後述）の仮の姿。後に魔力の薄れからいくら食べても満たされなくなった上に、酷い睡魔に襲われていた。また、その影響で体が半透明化していた。桃矢から月を介して魔力を受け取った後はその症状は治っている。クロウカードに関する事象は全く知らなかったが、桃矢によって自分が人間ではないということを自覚した後は月の存在をもう一人の自分として快く受け入れた。さらに月と自分を創ったクロウに対して感謝の念を感じている。月でいる時の記憶は無く（月によれば、勘はいいと言われている）、突然場所が変わっていることや記憶の途切れに悩む一方で、無自覚ながらも「桃矢にだけは人間ではないことを知られたくない」と願っていた。たまに、桃矢と一緒にアルバイトをしている（桃矢に魔力をもらった直後は、眠る桃矢の代わりにアルバイトに行ったこともある）。
自身が人間でないことに気が付いた後に、一緒に住んでいるとされていた祖父母の存在が否定されたが、以前さくらが気を失っている間に着替えさせた際には祖母が着替えさせたと説明していた。
クリアカード編ではケルベロスと普通に接しており、「もう一人の自分（月）に会ってみたい」と思っている。さくらカードを預かった小狼の魔力不足により、再び眠気が生じるようになったが、今回はケルベロスにも同様の症状が発生している。その後、ユエとは異なり自分は魔力を持たないが故に誰の契約下にもないことを利用し、歌穂に助言を求めた上で自分がやりたいことをするために月峰神社と契約する（契約内容やそれに伴う対価の詳細は現時点で不明）。その契約により一定の範囲内を一時的に「夜」にできるようになった他、ユエとの会話も可能となった。
 月（ユエ）
声 - 緒方恵美
クロウカードの2人の守護者のうちの1人で「審判者」。雪兎の真の姿でもある。紫がかった翼を背中に持ち、白を基調とした中国風の服を纏い、紫がかった銀の瞳と長い銀の髪を持つ、華奢で無表情な青年の姿をしている。シンボルはそのまま月であり、本の裏表紙にシンプルな三日月で描かれている（さくらが本を見付けた時点で、既に雪兎として実体化していたため、抜けている）。満月の時には力が強い。面倒なことが嫌いで寝起きが最悪らしい（ケルベロス談）。クロウへの敬愛心は人一倍強いため、当初はクロウへの未練からさくらを主と認めようとはしなかったが、認めた後は良き助言者となる。戦闘では弓矢を使ったり氷の破片や弾丸を飛ばして攻撃したり、自身の配下のカードの能力を反射したり強制的に発動させることができる他、体術にも秀でている。
普段は雪兎の中で物事を見聞きしており、雪兎の記憶も全て持っているため、雪兎の心を本人以上に理解している。雪兎を優しく見守りながらも非常に気に掛けており、前述の雪兎の願いを尊重して、桃矢が告げるまで決して桃矢の前に姿を現すことはなかった。小狼に雪兎への想いが月の力によるものであることを教え、小狼が本当に想うもの（さくらへの恋心）を気付かせるよう助言をしている。
太陽の光を受けて輝く月の属性ゆえに、自ら魔力を生み出すことができない受身な性質のため、他人の魔力を受けなければ存在を維持できない（何も食べられないため、食事で補うこともできない）。新たな主（さくら）が月を維持するほどの魔力がまだなかったために1度消えかけたが、それに気付いた桃矢から魔力を受け取り、回復と同時に桃矢に感謝した（アニメ第65話）。
クリアカード編では雪兎とスマートフォンのアカウントを使い分けている。
モコナ=モドキたちと面識がある。
 木之本藤隆（きのもと ふじたか）
声 - 田中秀幸
さくらと桃矢の父親で、撫子の夫。大学では考古学講師。1月3日生まれ。好きな花は撫子と桃と桜。好きな色は白と茶色とアイボリー。とても穏やかで優しい性格で、基本的に笑顔。普段からほとんど敬語で話し、自分の家族にも敬称を付ける。クロウカード編の時点で43歳だが若々しい見た目をしている。料理（特にお菓子類）が上手であるが、音楽は苦手である。家族の中で一番運動神経に優れているが、魔力・霊感は持っていないため、クロウカードに関わる事象は全く知らない。家ではサルのスリッパを履いている。クロウカードの入った本は元々彼のものだったらしい。撫子とは新米の高校教師と生徒の関係にあり、25歳の時に9歳下の彼女と結婚した。またどのように出生したか家族構成も分からないため、天宮家とは疎遠になり、特に真嬉と園美からはあまり快く思われていなかった。友枝小学校の運動会で園美と再会し、真嬉と会う機会も出来て和解した。撫子が出ていた雑誌の切り抜きを、いつも写真立てに入れている。
原作ではクロウ・リードの生まれ変わりであり、エリオルの分身。クロウの魂が2つに別れた際に魔力は全てエリオルの側に受け継がれたため、自身は全く魔力や霊的な力は無いが素質と波動は桃矢・さくらに受け継がれていた（実際に血縁である小狼よりも2人の持つ魔力の波動がクロウのそれに近いのはそのため）。エリオルの魔法がかからない唯一の存在。従って血縁はおらず、出生が不明であることが天宮家の反感を買った原因の一つとなっていた。自身も自覚しており真嬉と会い、謝罪を受けた時もその態度には理解を示していた。さくらが魔法を使ってエリオルの魔力を半分送ったことで魔力・霊感が備わり、守護霊となった撫子と再会する。アニメではクロウ・リードの生まれ変わりの設定はなく、エリオルの魔法にもかかっている。薄々さくらの異変に気付いている節がある。
 木之本撫子（きのもと なでしこ）
声 - 皆口裕子
さくらと桃矢の母親で、藤隆の妻。園美の従姉妹。5月20日生まれ。好きな花は藤と桃と桜。好きな色は白。旧姓：天宮。物語の開始時点ですでに故人（死因は不明）。享年27。「天宮グループ」出身で、家族や親戚に愛されながら大切に箱入り娘として育てられた。高校生の時に小鳥の雛を巣に戻そうとして木から落ちた所を当時高校教師だった藤隆が受け止めたことで2人は出会い、苦労を承知で16歳の時に家族の反対を押し切って結婚した。心優しく非常におっとりとしており、娘以上に天然ボケ。音楽は得意であるが、運動神経は良くなかった。料理も苦手。桃矢にはオルガンやヴァイオリンを教えた。好きな花にちなんで「娘が生まれたら絶対“桜”にする」と決めていた。甘党でケーキを丸々ひとつ食べる。さくらによればいくら食べても太らない体質だったらしい。
モデルの仕事をしていたため、雑誌の切り抜きがリビングの写真立てに入れて飾られている。
死後もしばらくは霊的存在となって桃矢とさくらを見守っており、その類のものが視える桃矢はそのことを知っていたが、彼が中学校に上がる頃には姿を消していた。桃矢はそれ以降、撫子が現れなくなったことを「大きくなったさくらを見て安心して昇天した」と思い、視えないさくらにもそう伝えていたが「幻」のカードが起こした騒動でさくらが母の姿を幻視して危険な目に遭った翌日に、木之本家にさくらの様子を見るために姿を現して、いなくなったはずの自分の姿を見て固まる桃矢に「ちょっとだけ心配だったから来たけどもう大丈夫ね」と声をかけて再び姿を消した。アニメ第39話にも高熱を出したさくらを心配して姿を現して熱を下げた後、姿を消した。クリアカード編では自分の姿が見えるようになったさくらの魔力の増大を心配している。幼少期の祖父母とのイギリス旅行で秋穂の母親と出会い親しくなった。学生時代に再会した際に、撫子の時計に将来生まれる娘たちのことを想って魔法をかけたらしい。
 観月歌帆（みづき かほ）
声 - 篠原恵美
月峰神社の宮司の一人娘で、教師として友枝小学校に赴任してくる（担当は算数）。2月11日生まれ。時々巫女装束で登場し、弓道も習っている。原作では、さくらのクラスの副担任であり、アニメ第2期ではさくらたちのクラス担任。月峰神社はクロウ・リードと縁があり、彼女自身も強い月の力と予知能力を持つ。神秘的な雰囲気かつ極めて穏やかな物腰の美人で、クロウカードを集めるさくらの動向を密かに見守っている。方向音痴（エリオル曰く道を覚えるのが苦手でイギリスでもよく迷子になる）で意外なところで間が抜けており（アニメ版では、怪しげな雰囲気が全面に出ているため、このような描写はない）、料理は全くできないらしい。
大学生の頃に教育実習先で当時中学生だった桃矢と出会い、しばらく交際していたが留学を機に別れた。その後、イギリス留学中にエリオルと出逢い、彼に惹かれる。エリオルがイギリスに帰国した後は彼やその配下と共にイギリスで暮らしている。桃矢と再会して以降はいい友人関係。
クロウ・リードが月峰神社に遺した月の鈴を操ることができ、その鈴に触れてクロウの遺志と将来自らのためすべきことを感じ取っていた。やがて来るべき時が来たことを感じて日本に帰国し、友枝小学校に赴任してさくらを見守っていた。そしてさくらが真にクロウカードの主になる覚悟を持った時に、月の鈴をさくらの杖に宿させて星の杖へ変化させる手助けをする（アニメでは月の鈴はさくらにもう一度チャンスを与えるために使用した後に消え、杖はさくらが自分の魔力で変化させた）。
信条は「この世に偶然なんてない、あるのは必然だけ」。
 柊沢エリオル（ひいらぎざわ エリオル）
声 - 佐々木望
さくらカード編から登場。さくらの同級生でイギリスから友枝小学校に転入してきた。3月23日生まれ。AB型。好きな花は桜。好きな色は黒。眼鏡をかけた柔和な少年で時折、不穏な雰囲気を漂わせる一方で山崎と一緒になってホラを吹く。頭脳明晰、スポーツ万能、家事万能。さくらたちには敬語口調で、自分の配下（ケルベロス、月を含む）にはタメ口。少年を演じるときは一人称が「僕」で声が高くなるが本性を現す際の一人称は「私」で声が低くなる。さくらとはすぐに親しくなり、小狼にたびたび敵意を抱かれていたが、当の本人は彼に対して親しい感じで接していた。知世同様に小狼のさくらに対する恋心に気付いており、自らに嫉妬している彼にさりげなく助言をしている。
さくらのことを大切に思っており、知世曰くとても大切な人を見るような本当に優しい感じでいつも見ている。本人も苦手なことはさくらを悲しませることと発言している。
外見はさくらたちと同年齢程度の少年だが、原作においてスピネルから「同級生として傍にいられるように、さくらと同じ年のままでずっと待っていた」との発言があり、実年齢は不明。
正体はクロウ・リードの生まれ変わりで前世の記憶やその魔力を受け継いでいる。月属性の魔法は一切通用しない。クロウカードに闇の力が宿っているのに対して、さくらの新しい力は星の力であったため、クロウカードが力を失い、普通のカードに戻ってしまうことを防ぐために、さくらにカードを新しく創り変えさせようとあえてスピネルやルビー（奈久留）と共に事件を起こす悪役を演じていた。事件を起こす時には黒を基調とした式服を身に纏う。自身が持つ杖はさくらの杖より長く、杖の頭の部分の飾りも大きい。
原作ではクロウが先のことが全てわかるほどの自身の強大な魔力を分散させようと、死に際に魔法で魂を2つに分けて生まれた存在。しかし、魔力を分けることに失敗したため、クロウとしての記憶を持っていた自分のみに強大な魔力が受け継がれた。さくらがクロウカードを全てさくらカードにし終えた後、彼女にもう一度魔力を2つの魂に分散させるよう頼み、成功する。
先のことが分かってしまうほどの非常に強力な魔力を持っていたが人の「心」までは読むのは難しく、中でもさくらと小狼が恋仲になることは予想外の出来事だった。
その後はイギリスに帰国し、自身の配下や歌帆と同居している。歌帆と両想いらしく、自分の配下と同様呼び捨て、タメ口である（アニメ版の旧シリーズではさくらたちと同じ扱い）。
クリアカード編当初は様子見に徹していたが海渡がさくらに危険を及ぼす可能性が出てきたため、方針を変えてルビーとスピネルを日本に送り出した。
 スピネル・サン
声 - 冬馬由美（仮の姿） / 小西克幸（真の姿）
さくらカード編から登場する、エリオルによって創られた従者。通常時は小さな翅が生えたエメラルド色の瞳をもつ黒猫。シンボルは太陽。本当の姿は、黒豹の体（ケルベロスの真の姿より細身）にエメラルド色の斑点の蝶の羽。その尻尾は、先端近くで3度ほど螺旋を描いている。愛称は「スッピー」だが、さくらからは「スピネルさん」と呼ばれる。
普段は敬語口調で話し、冷静沈着かつ思慮深いが甘い物を食べると酔っ払って見境が無くなり、幼い言動になるため、甘い物を嫌っている。戦闘では口からビームのような赤い光線（『CLAMP IN WONDERLAND 2』では青）を出したり、地面を破壊する衝撃波を出すことができる。劇場版第2作では、テレビゲームにおいてケルベロスのライバルであることが示唆されている。
クリアカード編では当初イギリスに残っていたが、魔力不足に陥ったケルベロスとユエにエリオルの魔力を補充するため、ルビーと共に再度日本に渡り、自身はできるだけケルベロスの側につくためにさくらの家に居候する。そのため、人前ではぬいぐるみのふりをすることを強いられることになった。
 ルビー・ムーン / 秋月奈久留（あきづき なくる）
声 - 柚木涼香
さくらカード編から登場する、エリオルによって創られた従者。AB型。10月13日生まれ。好きで得意な科目は数学。好きな花は月下美人。好きな色は赤。桃矢と雪兎の同級生として星條高校に転入してくる。明るい性格で、よく桃矢に抱きつき桃矢を困らせている。真の姿は紅色の長髪をシニヨンにしており、蝶のアクセントが付いた黒と赤を基調とした服を纏い、紅色の斑点の蝶の羽が付いている。シンボルは月。運動神経抜群だが、特定の部活には属していない。
桃矢の魔力に惹かれて彼を狙い、雪兎（月）をライバル視している。そのため、雪兎に真実を告げようとする桃矢の邪魔をして、桃矢のいない所で雪兎を挑発していた。その後、桃矢が魔力を失ってからも2人の邪魔をしては揶揄って遊び、この関係を気に入っている様子。
外見は美少女でかわいい方が好きだから女子の制服を着ているが、スピネルからは男子の制服を着るべきだと言われている。本人によれば人間ではないので性別は大した問題ではないらしい。雪兎（月）と異なり、仮の姿と真の姿で同じ心と記憶を持つ。戦闘では手刀で攻撃したり、ピンクの水晶を飛ばす（後者はアニメのみ）。
クリアカード編ではスピネルと同様の理由で再度日本に渡り、エリオルの手続きで桃矢と雪兎と同じ大学に編入し、雪兎の家に居候する。ルビー・ムーンとしての姿は暫く登場していなかったが、第12巻で再登場した。
名前のモデルは、原作者たちの友人であり講談社社員の山谷奈久留。なお、彼女の名前の由来はケニアのナクル湖。
 クロウ・リード
声 - 林一夫
クロウカードを創った魔術師兼占い師。父親はイギリス人であり、母親は中国人。ストーリー開始時点では既に天寿を全うしている。強大な魔力を持ち、全く新しい魔法を編み出すほどであったが、いたずら好きで変わった性格だった様子。死に際に魂を2つに分け、その2つの魂は上記の2人（アニメ版はエリオル1人）として生まれ変わった。
『ツバサ-RESERVoir CHRoNiCLE-』や『XXXHOLiC』にも登場している。詳しくはツバサ-RESERVoir CHRoNiCLE-の登場人物#日本、XXXHOLiC#登場人物を参照。
 ミラー（鏡）
クロウカードの一つで鏡のカード。任意の人や物に変身する能力を持つ（劇中では人に変身したのはさくらの姿のみ）。ただし使用者の想起した姿を具現化するため、使用者が意識していないものを再現することはできない。本来は長い髪に着物を纏い、丸い鏡を手にした巫女のような少女姿。特殊カードであるために魔法は通用せず、名前を言い当てないと封印できない。
さくらに化けて店先の商品を崩すなどいたずらをしていたが、桃矢の優しさに触れて改心し、自分が鏡のカードであることをさくらに示唆して封印される。封印される直前、桃矢に対して「ごめんなさい」と謝ったシーンのみ本来の姿で喋っている。その後は、主にさくらが事件解決に出ている間の影武者を務めるが、さくらに比べてかなり大人しく寡黙。
アニメ版では桃矢に好意を持ち、彼にリボンを買ってもらった後はカードの絵にリボンがプラスされた。人間の言葉を話すことができる数少ないカードのため、アニメ版ではカードたちを代表してさくらにお礼を言うシーンがある。アニメ版第28話では純粋に鏡として「撃」の攻撃を跳ね返すのに使用されている。
クリアカード編では他のクロウカードたちと同様、小狼のもとにいたが海渡に魔法により奪われてしまっている。
 ユナ・D・海渡（ユナ・ディー・かいと）
声 - 花江夏樹
クリアカード編から登場する秋穂の身の回りの世話をしている執事の男性。AB型。3月6日生まれ。小狼は出会い頭に月の魔力を感じ取っている。セカンドネームの「D」はイギリスのある魔法協会で最高位の魔術師に与えられる「名」であるとされている。
極めて強い魔力の持ち主であり、原作ではエリオルから（さくらによって魔力の半分を藤隆に分割された後の）彼自身の魔力をも上回ると評される。実際にエリオルに干渉して彼を消耗させた上、日本にいるケルベロスたちとの通信を遮断した。
クリアカード編開始の約1年前に魔法協会門外不出の『禁忌の魔法具』を紛失したことにより破門されたとされているが、実際は『禁忌の魔法具』である秋穂を守るために協会からの命令に背いたためである。魔法協会から秋穂の旅に同伴し監視する役割を仰せつかっており、秋穂の魔力収集が進むと秋穂の意識が押しつぶされてしまうため、一時的に時間停止の魔法を使って流れを堰止めようとしている。彼が普段、身につけている懐中時計はさくらやクロウ（エリオル）の鍵と同様に杖に変形する。秋穂を救うためにはさくらの創り出す新たなクリアカードを必要とし、その目的のカードとモモが守護する『時計の国のアリス』の本（その正体は時の本）を使って『禁忌の魔法』を発動させようとしているらしい。
物心ついた時には家族は居らず独りであり、とりあえず周りの大人たちに混じって暮らしていたが、当時から人並み外れた魔力の持ち主だった。その後、魔法協会の依頼（その中でも一番多かったのが、『時を戻す』の魔法の依頼）を受けるようになり、周りに言われるがままに任務をこなしていたが、その頃に秋穂の母と交友があった。秋穂を一族の束縛から解放するための発言が、秋穂を『禁忌の魔法具』に仕立てる発端となったことを無意識に悔いており、秋穂の旅の同行者、および監視の任を初めて自らの意思で買って出た。秋穂からの好意には気付いておらず、秋穂との旅で心境の変化を自覚しているもののそれでも自分は独りだと考えている。
時の魔法を使い続けていることにより、魔力の回復が追いついておらず、体に負担を強いている。
 モモ
声 - 寿美菜子
クリアカード編から登場する『時計の国のアリス』の本（その正体は時の本）の守護者。うさぎのぬいぐるみの姿をしていて、普段は秋穂が鞄に付けて携帯している。折れた右耳と右目の泣きぼくろが特徴で海渡の前でのみ体を動かしたり会話をする。口調や性格は女性的。海渡以外はその正体を知らない（アニメ版EDではケルベロスやスピネル・サンと連絡を取り合っているが、原作およびアニメ本編にはそのような描写はない）。アニメ版では禁忌の魔法を見るために海渡と行動を共にしている（アニメ版では他にも目的があることを仄かしているが詳細は明らかになっていない）。普段は仮の姿で、真の姿はうさぎの耳や尻尾を生やした銀髪の女性（所謂獣人型）。時戻しの魔法の使い過ぎで海渡の寿命が縮むことを懸念している。海渡が孤独でなく彼のことを気にかける人（秋穂など）がいることを気付かせようとしている。耳に付けているリングは秋穂の母からもらったもの。チョコレートが大好物で彼女曰く「この世で一番おいしくて美しい食べ物」と語っている。彼女自身や時の本の呼び名は、その時々の持ち主によって変わり、現在の「モモ」の名も秋穂の好きな本から名付けられた。

## その他の人物
大道寺園美（だいどうじ そのみ）
声 - 伊藤美紀
知世の母親。撫子とは父方の従姉妹同士。旧姓：天宮。10月13日生まれ。好きな花は撫子。おもちゃ会社「大道寺トイズコーポレーション」の社長。知世は時々お試し中の新製品をさくらのカード捜索に役立てている。高校時代は国体の選手だったらしい。撫子とは幼少時から仲が良く大好きだったため、藤隆をあまり良く思っていなかったが、後に和解。撫子の娘と知る前から、さくらが大好き。夫（知世の父親）に関しては不明。
天宮真嬉（あまみや まさき）
声 - 阪脩
撫子と園美の祖父で、さくらと知世と桃矢の曾祖父で、天宮コーポレーション会長。11月1日生まれ。撫子を大切に思っており、幼い撫子が描いた虹の絵も大事にしていた。彼も藤隆をあまり快く思っていなかったが、別荘地にて素性を隠してさくらと会い、撫子の娘が父親思いの優しい子に育っているのを見て、「孫の選んだ男に間違いはなかった」と評価を改める。そして後に藤隆に会い、今までのことを涙ながらに謝罪し、彼と和解した。クリアカード編ではさくらと小狼を別荘に招いた際に、さくらに撫子の形見である時計を渡した（アニメでは装飾が施された鍵）。いずれも真嬉夫妻がイギリス旅行に行った際に見つけて撫子にプレゼントしたとされている。
園美と真嬉はアニメ北米版には登場しない。
三原千春（みはら ちはる）
声 - 松本美和
さくらの同級生。O型。5月28日生まれ。好きな科目は国語と図工。好きな花はフリージア。好きな色は黄色。三つ編みにしたツインテールが特徴で、チアリーディング部所属。山崎とは幼馴染で恋仲かつツッコミ役。山崎を尻に敷いているように見えて、実際は弄ばれている。ぬいぐるみが大好き。変わり者が多い登場人物における数少ない常識人。原作のみの設定であるが、1学年上の姉がいる。
クリアカード編では、友枝中学の1年2組でさくら、知世と同じクラス。引き続き、チアリーディング部に所属している。
山崎貴史（やまざき たかし）
声 - 宮崎一成
さくらの同級生。AB型。6月1日生まれ。好きな科目は算数。好きな花は曼珠沙華。好きな色はえんじ色。準レギュラー唯一の男子生徒で小狼の初めての親友。千春とは幼馴染で恋仲。クラス委員で賢く頼りになるが、主に物事の由来について「○○っていうのはね…」とトリビア風のもっともらしいホラを吹く癖があり、周りをしょっちゅう煙に巻いている。特にエリオルの登場後は、タッグを組んでホラを吹く。ほとんどの人は嘘に気づくが、さくらと小狼だけはよく騙される。すあまが大好物。手先が器用で、原作では裁縫も上手く、作曲もでき、アニメでは運動神経もよく（さくらや小狼には及ばない）、料理も得意。普段は目を閉じている（たまに開くこともある）が、千春曰く足を踏まれると目が開く。顔が父親に瓜二つらしい。千春いわくふざけないことが苦手らしい。
クリアカード編では友枝中学の1年3組でラクロス部に入部した。ホラ吹き癖は相変わらずだが、「裏方」の意味を説明したときは、本当の意味（貴人の妻を意味する言葉でもある）を説明した。
柳沢奈緒子（やなぎさわ なおこ）
声 - 本井えみ
さくらの同級生。AB型。10月11日生まれ。好きな科目は算数。好きな花はさるすべり。好きな色は水色。体育が苦手。おかっぱ頭で眼鏡をかけている。成績優秀で絵画や作文が得意であるが、運動は大の苦手（小学生時のチアリーディングは普通にこなしている）。少しでも運動神経がよくなるようにと、おまじないカードを買っている（アニメ第28話）。読書家で、特に怪談や都市伝説などの怪しい話が大好き。「幻」の第一発見者。他にも本屋で「創」を購入し、様々な生き物を実体化させた（アニメ第31話）。オリジナルの物語を執筆したり作詞ができ、『劇場版カードキャプターさくら 封印されたカード』での作中の劇は彼女が脚本、演出を担当した。特に好きだから、怖い話が上手い。
小学校ではさくらと同じチアリーディング部に所属していたが、クリアカード編では、友枝中学の1年3組で、演劇部に入部した（脚本担当）。
佐々木利佳（ささき りか）
声 - 川上とも子、松本美和（第63話の序盤） / 藤田咲（クリアカード編以降）
さくらの同級生。A型。6月24日生まれ。好きな科目は体育。好きな花はマーガレット。好きな色は白。寺田先生とは恋仲（アニメ版では憧れ程度の描写に収まっている。アニメ北米版では全く恋愛感情はない。）のため大人びた雰囲気がある。少しウエーブがかったショートの髪型をしている。落ち着いた性格で、さくらの良き相談相手である。「剣」に操られたことがある。料理が得意で、弁当やケーキなどをたまに寺田先生にあげている。
クリアカード編では、さくらの友人で唯一進学先の中学校が異なっており準レギュラーから外れる。第16話まで吹き出しや電話越しでの登場のみで、直接登場しなかった。その後ペンギン公園でさくらに会い、秋穂のために絵本を送っている。
寺田良幸（てらだ よしゆき）
声 - 谷山紀章（第1期・第5話） / 古澤徹（第1・2期） / 小西克幸（第3期）
友枝小学校の体育担当教諭であり、原作およびアニメ第1期、第3期でのさくらたちのクラス担任。原作では利佳と恋人関係であり、婚約指輪を渡すシーンもある。アニメ版では利佳の憧れの人。
知世のボディガードたち
全員サングラスに黒のスーツ姿の若い女性。知世のために園美じきじきに選んだらしい。さくらのバトルコスチューム（知世が作成した）を積んだ車を運転してくることもある。
松本真樹（まつもと まき）
声 - 三石琴乃
アニメ版オリジナルキャラクター。雑貨屋「ツイン・ベル」のオーナー。少しドジ。さくらたちもしばしば彼女の店を利用する。商品の中にクロウカード（「跳」・「撃」）が紛れ込んでいたこともあった。
容姿は、知世をそのまま大人にしたようなもの。
偉望（ウェイ・ワン）
声 - 清川元夢
アニメ版オリジナルキャラクター。小狼と共に来日した李家の執事。穏やかで古風な眼鏡をかけた老人。時々さりげなく小狼や苺鈴を諌めている。
小狼の羅針盤を使うことができるが、正確なクロウカードの場所が判るほどの魔力があるわけではない模様。
木村ゆき絵（きむら ゆきえ）
声 - サエキトモ
友枝小学校の家庭科の担当教諭であり、さくら・千春・奈緒子が所属するチアリーディング部の顧問も務める。
碧麻紀子（みどり まきこ）
声 - 速水圭
友枝小学校の国語の担当教諭。
辻谷彰子（つじたに しょうこ）
声 - 根谷美智子
友枝小学校の音楽の担当教諭であり、知世が所属するコーラス部の顧問も務める。
堤美香（つつみ みか）
声 - 篠原恵美
友枝小学校の算数の担当教諭。原作では産休に入り、その代任として歌帆が赴任してきた。
山本俊信（やまもと としのぶ）
声 - 不明
友枝小学校の美術の担当教諭。

## ゲストキャラクター
橘 優希（たちばな ゆうき）
声 - 川田妙子
アニメ版第7話のゲストキャラクター。画家だった亡父・天海が自分を描いた絵を誰かが描き変えたと思い、元通りにしようと夜の美術館へ侵入した所、その絵に取り付いていた「静」を捕まえに来たさくらたちと出会う。少年のような外見でさらに一人称が「ボク」であるが、実は少女。
中川 容子（なかがわ ようこ）
声 - 氷上恭子
アニメ版第14話のゲストキャラクター。星條高校演劇部部長。学園祭の劇『シンデレラ』で桃矢と共演する（彼女が王子で桃矢がシンデレラ。桃矢にとっては思い出したくない記憶である）。桃矢に告白するが、玉砕する。そのときに一つだけ願いを聞いてほしいとお願いし、後夜祭で桃矢とダンスを踊る。
あかね
声 - 荒木香恵
アニメ版第15話のゲストキャラクター。母親が働いているため、1人でお留守番している女の子。さくらとケンカして野宿していたケルベロスを猫と勘違いして持ち帰り、ケルベロスが「ちゃう（違う）」と口走ったのを鳴き声と思って「チャウちゃん」と名付けた。母親の転職のため引っ越すこととなり、友枝町を去る。
黒川恵子、河野光一、阿部勝也
声 - 金丸日向子（黒川）、櫻井孝宏（河野）、今村直樹（阿部）
アニメ版第22話のゲストキャラクター。藤隆が勤める大学の助手。「眠」の力で眠ってしまった。
立花 玲（たちばな れい）
声 - 今井由香
アニメ版第30話のゲストキャラクター。友枝小学校の陸上部員でさくらの2つ先輩（友枝小学校6年3組）。怪我をして庭に迷い込んだ「駆」を小動物と勘違いして助けた時から、急に記録が伸び始めてしまった。
女の子
声 - ANZA
アニメ版第43話に登場。第2期のオープニング『扉をあけて』を口ずさみながら手紙をポストに入れようとしたが、「双」のイタズラでポストが2つになっているのを目撃するシーンのみ登場。

## 劇場版の人物
李夜蘭（リ・イェラン）
声 - 井上喜久子
小狼の母親。夫である小狼の父親は既に他界しており、未亡人である。劇場版第1作目に登場。クロウの母方の血縁者であり、強い魔力を持つ。苺鈴曰く、とても厳格な性格で、小狼も彼女が目の前に現れると、直立不動の姿勢をとるほど。昔から小狼にスパルタ教育を施しており、小狼が自他共に厳しいのもそのせいだった。さくらにはとても優しい人で、別れ際にキスをした。苺鈴にも優しくしており、彼女の誕生日に小鳥をプレゼントした。小狼からは「母上」、小狼の姉4人からは「お母様」、苺鈴からは「おばさま」と呼ばれている。術には蝶の飾りが付いた団扇を用いる。魔道士に襲われるさくらに忠告し、彼女を補助した。
クリアカード編では、姿のみが登場する。
李芙蝶（リ・フーティエ）
声 - 山口由里子
小狼の4人の姉の一人。長女。劇場版第1作目に登場。ミーハーな性格でさくらと知世に群がり、大騒ぎしていた（桃矢と雪兎がやって来てからはそちらに乗り換えている）。クロウの血縁者であるが魔力は持っていない様子。
クリアカード編19話にも登場。小狼に、度々食べ物の写真や長い動画を送っていたらしい。
李雪花（リ・シェファ）
声 - 芝原チヤコ
小狼の4人の姉の一人。次女。劇場版第1作目に登場。ミーハーな性格でさくらと知世に群がり、大騒ぎしていた（桃矢と雪兎がやって来てからはそちらに乗り換えている）。クロウの血縁者であるが魔力は持っていない様子。
クリアカード編19話にも登場。小狼に、度々食べ物の写真や長い動画を送っていたらしい。
李黄蓮（リ・ファンレン）
声 - 涌澤利香
小狼の4人の姉の一人。三女。劇場版第1作目に登場。ミーハーな性格でさくらと知世に群がり、大騒ぎしていた（桃矢と雪兎がやって来てからはそちらに乗り換えている）。クロウの血縁者であるが魔力は持っていない様子。
クリアカード編19話にも登場。小狼に、度々食べ物の写真や長い動画を送っていたらしい。
李緋梅（リ・フェイメイ）
声 - 菅原祥子
小狼の4人の姉の一人。四女。劇場版第1作目に登場。ミーハーな性格でさくらと知世に群がり、大騒ぎしていた（桃矢と雪兎がやって来てからはそちらに乗り換えている）。クロウの血縁者であるが魔力は持っていない様子。
クリアカード編19話にも登場。小狼に、度々食べ物の写真や長い動画を送っていたらしい。
彼女ら姉妹は昔から小狼を振り回しており、彼の中盤までの異性嫌いの原因を作った張本人である。
魔導士
声 - 林原めぐみ
劇場版第1作目に登場。大昔、香港で水占いを行っていた女性魔道士で、名前は不明。水を操っての攻撃や拘束の他、身につけているひれを2羽の鳥に似た式神に変化させる。
占いの評判はよく、それなりに著名だったが、クロウ・リードがやってきたことで自身の商売が成り立たなくなってしまい、以来彼を逆恨みしてはよく魔力勝負を挑んでいた。しかし、実はそのクロウのことが好きだった。
自分の想いを伝えるため、自身の意識を本に封じて長期に渡ってクロウを待っていたが、クロウカードを持っていたさくらがやって来たため激昂し、さくらたちを襲う。当初はクロウの死を認めなかったが、さくらに自分の想いへ触れられるとその死を悟り、自身も消滅していった。
無 (THE NOTHING)
声 - 坂本真綾
『劇場版カードキャプターさくら 封印されたカード』に登場する53枚目のクロウカード。
クロウカード52枚は総じて「何かを生み出す」という正の性質を持っているが、陰陽思想のもとづき52枚と対になる負の性質を持つカード。
柊沢エリオルが友枝町で住んでいた屋敷の地下に封印されていたが、屋敷が取り壊されたことで封印が解ける。対となるクロウカード52枚全てが、さくらカードに変じていたため、力のバランスが崩れることになった。
1枚で他の52枚に匹敵する力を持つため、他のクロウカード（さくらカード）による攻撃は効かず、李小狼の「雷帝招来」ならば多少はダメージを与えることができた。
希望 (THE HOPE)
声 - 坂本真綾・丹下桜
『劇場版カードキャプターさくら 封印されたカード』において、上記の「無 (THE NOTHING)」をさくらカードに変えたもの。
坂本真綾と丹下桜の声を重ねた音声が使用されている。